# 北広島市総合体育館
北広島市総合体育館（きたひろしましそうごうたいいくかん）は、北海道北広島市のきたひろしま総合運動公園にあるスポーツ施設。
1986年竣工。2023年完成のエスコンフィールドHOKKAIDOに隣接する。

## 施設
- メインアリーナ
  - 約40×42 m
  - 観客席：602席
- サブアリーナ：約30×19 m
- トレーニング室
- 武道場：約15×15 m
- 会議室
- 研修室
- ランニングコース：1周160 m
- ゴロッケーコース

## 主なイベント
- 竣工間もない1986年8月にバレーボール全日本女子合宿が行われ、10月18日にはブラジルとの親善試合が行われた[4]。
- NBL時代にレバンガ北海道のホームゲームが開催されたことがある[2]。

## アクセス
- JR千歳線北広島駅下車徒歩15分
- 北海道中央バス（大曲営業所）「Fビレッジ入口・総合体育館」下車徒歩1分